# Доримское население Иберии

Население Иберии около 300 г. до н. э.

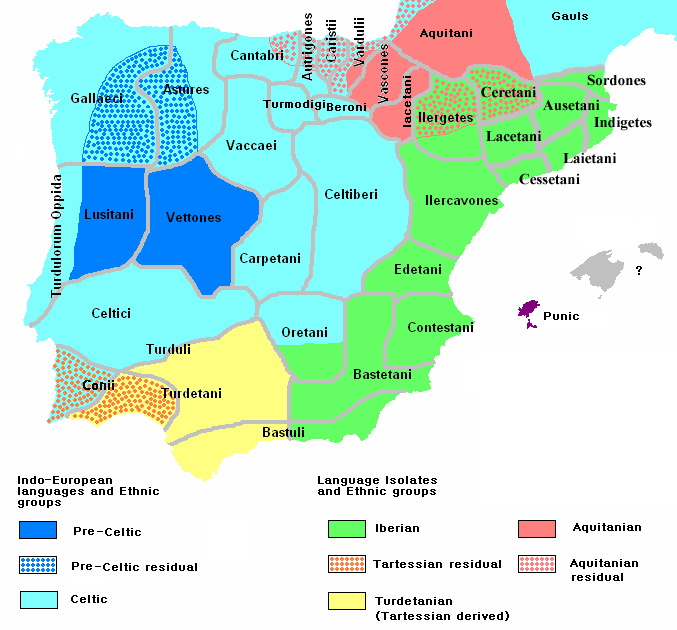
Население Иберии около 200 г. до н. э.

Доримское население Иберийского полуострова (ныне Испания, Португалия и Андорра) в античный период состояло из трёх крупнейших этнических групп: потомки доиндоевропейского населения (иберы, турдетаны, баски), докельтское индоевропейское население (лузитаны) и кельты.

## Народы дописьменного периода
Лигуры упоминаются в греческих и римских источниках как народ, населявший север Испании в доисторическую эпоху; в частности, Фукидид пишет, что под ударами лигуров были вынуждены переселиться на Сицилию сиканы. В историческую эпоху лигуры на территории Испании не упоминаются; вероятно, они были полностью ассимилированы кельтами, сходство чьих обычаев с лигурскими отмечают античные авторы.
Авиен называет остримниев (буквально «крайне западные») автохтонным населением Португалии. Геродот, когда пишет о тех же местах, упоминает кинетов (кониев).
Гай Саллюстий Крисп сообщает, что балары (один из народов нурагической Сардинии) переселились туда из Иберии около 2000 г. до н. э. Возможно, с ними же связано название Балеарских островов, где существовала сходная с нурагической культура торре, а название Сардинии — с названиями народов, населявших регион Сердань (сордоны, керретаны).
Баски, несмотря на популярность гипотезы об их автохтонности, вряд ли обитали на большей части территории Испании в доисторическую и даже раннюю историческую эпоху. Народы, отождествляемые с басками (аквитаны, васконы) вплоть до последних веков Римской империи локализуются на юго-западном побережье современной Франции (Аквитания) и лишь незначительно затрагивают крайний север Испании в районе Бискайского залива. Надписи на баскском языке, найденные при раскопках римского города, условно именуемого Ирунья-Велея, в настоящее время признаны сфальсифицированными.

## Предположительно неиндоевропейские[2]
- Прото-баски
  - аквитаны
  - васконы
- Иберы
  - авсетаны
  - бастетаны
  - бастулы
  - илеркаоны
  - илергеты
  - индигеты
  - кастеланы
  - керретаны
  - контестаны
  - коссетаны
  - лайетаны
  - лацетаны
  - олкады
  - оретаны — ряд исследователей считает их кельтами.
  - сордоны
  - эдетаны
  - элисики (или родственны лигурам?)
  - якетаны
- Тартессийцы
  - кинеты — первоначально носители тартессийского или родственного языка, затем ассимилированы кельтами
  - турдетаны
  - турдулы (или кельты?)

## Носители индоевропейских языков
- Кельты (носители испано-кельтских языков)

- Прочие:
  - Лузитаны